# 이치나미역
이치나미역(일본어: 市波駅)은 일본 후쿠이현 후쿠이시에 위치한 서일본 여객철도 에쓰미호쿠 선의 철도역이다. 단선 승강장 1면 1선의 구조를 갖춘 지상역이다.

## 역 주변
- 국도 제158호선

## 역사
- 1960년 12월 15일 : 에쓰미호쿠 선이 가도하라역까지 개업했던 때에 설치.
- 1987년 4월 1일 : 일본국유철도 분할 민영화에 의해, 서일본 여객철도가 승계.
- 2004년 7월 18일 : 호우에 의해 에쓰미호쿠 선 전 노선 운행 중지.
- 2007년 6월 30일 : 마지막까지 운행이 중지되었던, 이 역을 포함한 이치조다니 역 - 미야마 역 간이 운행 재개. 그 사이, 대행 버스 승강장은 역 앞으로 이전.

## 인접 역
| 서일본 여객철도 에쓰미호쿠 선           | 서일본 여객철도 에쓰미호쿠 선 | 서일본 여객철도 에쓰미호쿠 선 |
| --------------------------------------- | ----------------------------- | ----------------------------- |
| 에치젠타카다 후쿠이 · 에치젠하난도 방면 | ■ 구즈류코 선                 | 고와쇼즈 구즈류코 방면        |